# Castello Scaligero (Lazise)
Il castello scaligero di Lazise è una rocca medievale di epoca scaligera posta a difesa dell'antico borgo lacustre di Lazise.

## Storia
Le origini del castello di Lazise risalgono al IX secolo, quando gli abitanti del borgo eressero delle prime difese per proteggersi dalle invasioni degli Ungari, completato sul finire del secolo successivo, come dimostra il privilegio concesso nel 983 dall'imperatore del Sacro Romano Impero Germanico Ottone II, nel quale egli diede facoltà alla popolazione locale di completare le proprie difese.
Nel 1193 il castello e l'abitato passarono sotto il governo del libero Comune di Verona e quindi, qualche anno più tardi, sotto la Signoria degli Scaligeri, che in città avevano ormai accentrato nelle loro mani il potere: Alberto II e Mastino II della Scala nel 1329 ristrutturarono le mura del borgo, intervallandole da una ventina di torri scudate, mentre la ricostruzione della rocca venne iniziata da Cansignorio nel 1375 e ultimata da Antonio e Bartolomeo II nel 1381; Lazise divenne così un caposaldo dello scacchiere fortificato occidentale veronese.
Il castello subì, nel corso della storia, diversi assedi:
- nel 1387, quando ormai la vita della Signoria Scaligera era quasi giunta a conclusione, gli eserciti nemici di Gian Galeazzo Visconti, Francesco I Gonzaga e Francesco I da Carrara accerchiarono Lazise che, fedele agli Scaligeri, chiuse le porte cittadine e si preparò all'assedio, cedendo alle armi da fuoco nemiche il 13 ottobre;
- nel 1439 le truppe della Serenissima, guidate da Francesco Sforza e Gattamelata, sfidarono quelle del visconteo Piccinino, asserragliate nella fortezza;
- l'ultimo assedio avvenne nel 1528, quando il Duca di Brunswich attaccò il capitano veneto Nicolò Barbaro.

## Descrizione

### Cortina muraria urbana

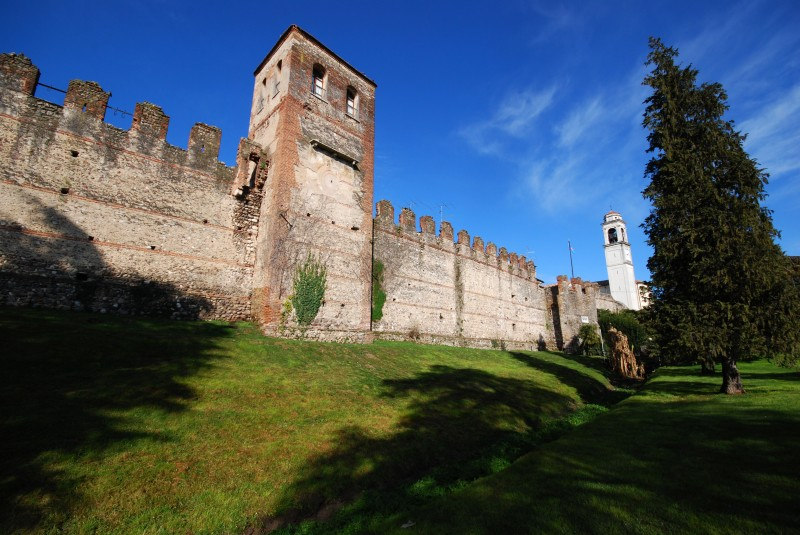
La cortina muraria urbana

Il borgo lacustre di Lazise è munito di buona parte della cinta muraria, di cui è stata perduta solamente la parte più a nord della cortina orientale e la parte della cortina occidentale che, partendo dal castello, proseguiva lungo il lago fino al porto antico, concludendosi nella scomparsa torre del Cadenon, eliminata nel 1939 per far posto al monumento ai caduti, ma la cui figura è rimasta nella memoria della comunità lacisiense tanto da continuare ad esistere nella festa popolare nota come palio della Cuccagna del Cadenon, che si svolge ogni anno proprio laddove si ergeva la torre medievale.
La cortina meridionale e settentrionale della cinta muraria urbana sono invece interamente conservate e intervallate, insieme alla porzione rimanente della cortina orientale, da numerose torri scudate e da tre porte cittadine:
- porta Nuova (o Cansignorio) a settentrione, realizzata tra il 1375 ed il 1376 ma murata nel 1701 per proteggere il borgo da alcune milizie che stavano depredando il territorio circostante, quindi riaperta nel 1955;
- porta Superiore (o San Zeno) a oriente, probabilmente coeva all'impianto altomedievale, l'unica destinata alla popolazione e ai transiti, nella cui nicchia esterna era dipinta in origine una Madonna col Bambino, poi sostituita dall'Aquila Imperiale e infine dall'immagine di San Marco, protettore della Repubblica di Venezia;
- porta Lion per l'accesso da meridione, così chiamata in quanto recava lo stemma della Serenissima o forse perché utilizzata dalle milizie venete, un tempo dotata di un rivellino a sua difesa.

Le porte erano tutte munite di saracinesca e ponte levatoio su fossato, questo completamente scomparso per lunghi tratti.

### Fortezza

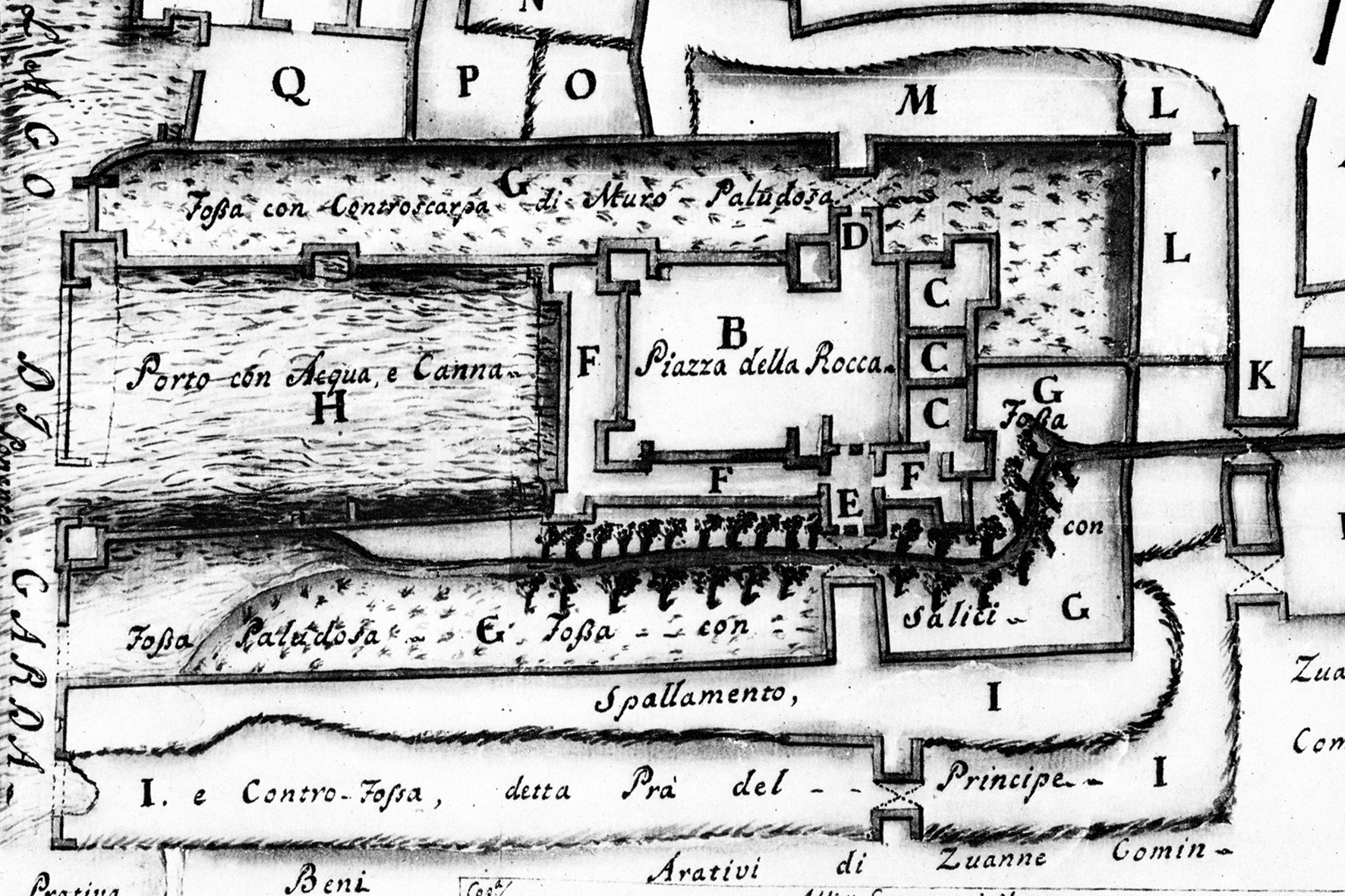
Rilievo del castello di Lazise eseguito dall'ingegnere Xaverio Avesani nel 1756.

La fortezza vera e propria venne realizzata tra il 1375 e il 1381, quindi appartiene ad una serie di opere difensive iniziate da Cansignorio e concluse dagli ultimi due Scaligeri, Antonio e Bartolomeo II della Scala. Essa è costituita da due recinti affiancati: una cortina rettangolare più grande, adibita a porto militare, sul lato verso il lago, ed una rettangolare più piccola, la piazza d'armi, sul lato verso l'entroterra: entrambe le cortine sono intervallate da sei torri scudate, con volte murarie che sorreggono le terrazze merlate e strutture lignee che sostengono i piani intermedi; vi sono quattro torri angolari e due intermedie poste sul lato lungo, circondate sia verso la campagna che verso l'abitato da un ampio fossato acqueo dotato di controscarpa in muratura e, sul lato campagna, pure da una controfossa. Vi sono due accessi al castello, uno verso campagna ed uno verso città, entrambi protetti da un rivellino munito di porte a doppio battente e da un ponte levatoio su fossato. Inoltre, per offrire una maggiore difesa del castello, ai lati del rivellino verso campagna si dipanava una seconda cortina muraria, leggermente più bassa di quella principale.
Particolarmente imponente il mastio del castello in mattoni di cotto, con un basamento alto due metri in pietra e un coronamento formato da una struttura pensile merlata, con caditoie su archeggiature che scaricano il proprio peso su una triplice mensola digradante in pietra. A questo elemento ultimo di difesa si poteva accedere dal cammino di ronda tramite un piccolo ponte levatoio: dal piano raggiunto si poteva quindi scendere tramite botole alle prigioni, oppure tramite scale salire ai piani soprastanti. Alla base del mastio, all'interno della piazza d'armi, si ergevano un tempo la residenza del castellano e le caserme della milizia, a ridosso della cinta muraria.
Il castello appare ancora integro in un rilievo del 1756 realizzato dall'ingegnere militare Xaverio Avesani, ma purtroppo ad oggi importanti elementi della fortificazione sono andati perduti: la controfossa, la fossa e la controscarpa muraria sono completamente scomparse; lo stesso vale per la cortina muraria più esterna, che forniva un'ulteriore protezione nel lato verso campagna; il porto militare è stato quasi completamente interrato e sopravvivono pochi frammenti della relativa cinta muraria, completa solo nel lato verso il lago, e tre torri.

### Giardino

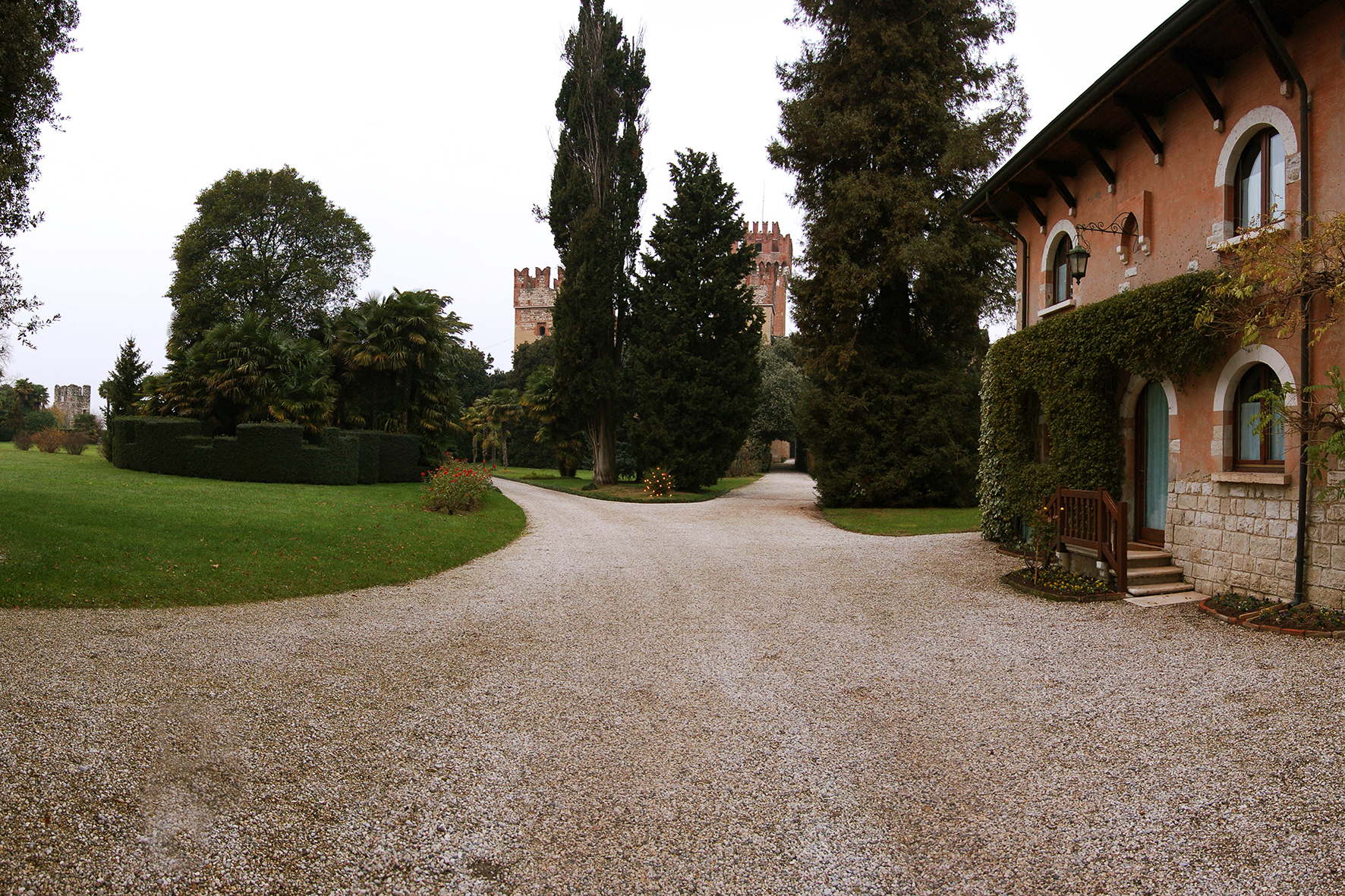
L'ingresso al Parco di Villa Bernini-Buri, con il castello di Lazise sullo sfondo.

Il castello si trova all'interno del grande giardino romantico ottocentesco di villa Buri Bernini, sorto grazie all'opera di Gian Battista Buri, figlio del più noto conte Giovanni Danese Buri, uomo erudito dedito specialmente alla botanica e all'architettura del verde, figura di spicco nell'ambito veronese in quanto diffusore delle nuove teorie inglesi nell'arte dei giardini. Gian Battista acquistò nel 1871 il castello di Lazise e, una volta ristrutturata la villa, si diede alla realizzazione del grande parco annesso, da cui ne derivarono radicali cambiamenti alle forme del castello.
Utilizzando le pietre della cortina più esterna al castello, in quel periodo già in rovina, e le pietre ricavate dalla demolizione di parte delle mura e di alcune torri del porto militare, venne creato un promontorio artificiale a sud del castello, detto "la mara", e venne quasi completamente prosciugata la darsena militare: questa operazione generò opinioni contrastanti negli intellettuali dell'epoca, infatti vi furono molte critiche positive per i lavori di pulitura e recupero del castello, purtroppo non completati a causa della morte del conte, ma d'altro canto venne fortemente contestata la demolizione di parte delle mura medievali. Durante i lavori di realizzazione del parco venne lasciato comunque riconoscibile l'ingresso al porto, grazie al mantenimento delle mura e delle due torri che segnalavano l'ingresso dal lago, inoltre un altro breve tratto di cortina muraria, interrotta da una torre, è stato utilizzato come spalla di una serra dedicata alla specie più delicate del giardino.
Il parco romantico progettato dal conte Buri si svolge come un percorso attorno al castello, unico grande episodio che segna il cammino, senza altri elementi di sorpresa. Delle essenze originali molte sopravvivono ancora oggi: risultano particolarmente significative, per le loro dimensioni e bellezza, una wellingtonia, una sequoia e due esemplari di magnolia grandiflora, le quali hanno una dimensione tale che le loro chiome si fondono, creando una galleria verde sotto la quale si svolge il percorso. Sui margini de "la mara", nella porzione meridionale del giardino, crescono invece numerose piante a foglia caduca, come ippocastani, platani, tigli, carpini neri, olmi e querce, mentre nel sottobosco si trovano aceri, biancospini, pittospori, allori, tassi e bossi, rinvigoriti dalle acque del ruscello che raccoglie le acque delle colline che circondano Lazise e che, proprio nel parco della villa, confluiscono nel lago.